# Kin Endate
Kin Endate (円館 金, Endate Kin) (15 de dezembro de 1960) é um astrónomo japonês. É um prolífico descobridor de asteroides. O asteroide 4282 Endate foi nomeado em sua honra. Também descobriu o asteroide 7530 Mizusawa, juntamente com Kazuro Watanabe.